# Mochlus fernandi
Espèce
Synonymes
- Tiliqua fernandi Burton, 1836
- Plestiodon harlani Hallowell, 1845
- Tiliqua nigripes Müller, 1885

Statut de conservation UICN

LC : Préoccupation mineure
Mochlus fernandi (anciennement Lepidothyris fernandi et encore avant Riopa fernandi), également appelé scinque à flancs rouges ou scinque de Fernand, est une espèce de sauriens de la famille des Scincidae,.

## Description et éléments d'écologie
Mochlus fernandi est un scinque de taille moyenne, dépassant rarement 30 cm pour un spécimen adulte. La queue est aussi longue que le corps. L'œil bien qu'il semble totalement noir présente une pupille ronde qui dévoile une couleur noisette lorsqu'exposée à la lumière. L’ouverture tympanique est plus grande que la narine. Sur la totalité du corps les écailles sont lisses permettant à l'animal de se mouvoir sans problèmes sous terre comme sur terre faisant preuve, lorsqu'il est question de chasser, ou de fuir, d'une rapidité surprenante. 
En termes de coloration, la partie médiane du dos varie du brun-clair au jaune-doré bien que certains spécimens puissent présenter des dorsales rouges vives sur la longueur du corps entre les pattes antérieures et postérieures. Les membres assez courts présentent une coloration noire et sont munis de 5 doigts chacun surmontés de toutes petites griffes blanches acérées. La coloration des flancs varie du rouge au orange et est strié de bandes noires ponctuées d'écailles blanches, ce motif est variable et peut-être plus ou moins présent d'un individu à l'autre. Les côtés du cou sont noirs ponctués d'écailles blanches, le menton et la gorge présentent toujours un motif d'écailles noires et blanches qui suit la longueur du corps. Les spécimens adultes ont une queue noire et grise, mais lorsqu'ils sont juvéniles, les spécimens de cette espèce présente une queue bleue électrique. Mochlus fernandi est un animal opportuniste qui se nourrit d'insectes divers, de scarabées, de vers et de larves, d'escargots, de limaces et parfois de fruits. Les femelles sont souvent plus petites que les mâles et moins lourdes avec une tête moins longue, et des bas-joues moins chargées en graisses. Le dimorphisme sexuel de cette espèce est difficilement reconnaissable pour un œil non-averti et impossible à déduire chez des spécimens qui n'ont pas atteint l'âge adulte.
Il existe plusieurs sous-espèces de Mochlus fernandi :
Mochlus fernandi harlani qui est plus petite, d'une coloration différente dont des bandes noires sur les flancs présentant davantage de blanc, avec 34 écailles invariables autour du corps.
Mochlus fernandi fernandi qui est plus grande, avec 32 à 34 écailles autour du corps, une coloration blanche des flancs plus éparse.
On notera que les spécimens présents localement au Cameroun peuvent être plus grands.

## Répartition et habitat
Très présente au Togo et au Ghana. Cette espèce se rencontre en Guinée, en Sierra Leone, au Liberia, en Côte d'Ivoire, sur l'île de Bioko en Guinée équatoriale, au Cameroun, au Nigeria, au Gabon, en République du Congo et au Kenya. Quand bien même son milieu de vie est originairement basé dans des forêts tropicales africaines et dans la litière de feuilles, c’est un scinque qui s'est habitué aux milieux agricoles, ils aiment vivre en larges groupes de tous âges dans les tas de feuilles issus des plantations de cacao et de coco. Les femelles pondent 5 à 9 oeufs qui mettent 40 à 50 jours à éclore. Cette espèce présente comportements fouisseurs et se réfugiera sous terre en cas de danger.

## Liste des sous-espèces
Selon The Reptile Database (4 octobre 2012) :
- Lepidothyris fernandi fernandi (Burton, 1836)
- Lepidothyris fernandi harlani (Hallowell, 1845)

La première sous-espèce est essentiellement présente en Afrique centrale et au Nigéria. L'autre est répartie sur le reste de l'aire spécifique totale.

## Étymologie
Cette espèce est nommée en référence au lieu de sa découverte : Fernando Po étant l'ancien nom de l'île de Bioko. La sous-espèce est nommée en l'honneur de Richard Harlan.

## Conservation
En 2021, l'UICN considère l'espèce sous le statut de préoccupation mineure.

## Publications originales
- Burton, 1836 : A saurian reptile of the family Scincidae and of the genus Tiliqua, Gray. Proceedings of the Zoological Society of London, vol. 1836, p. 62.
- Hallowell, 1845 : Descriptions of new species of African reptiles. Proceedings of the Academy of Natural Sciences of Philadelphia, vol. 2, p. 169-172 (texte intégral).